# 찰름프라끼앗군 (난주)

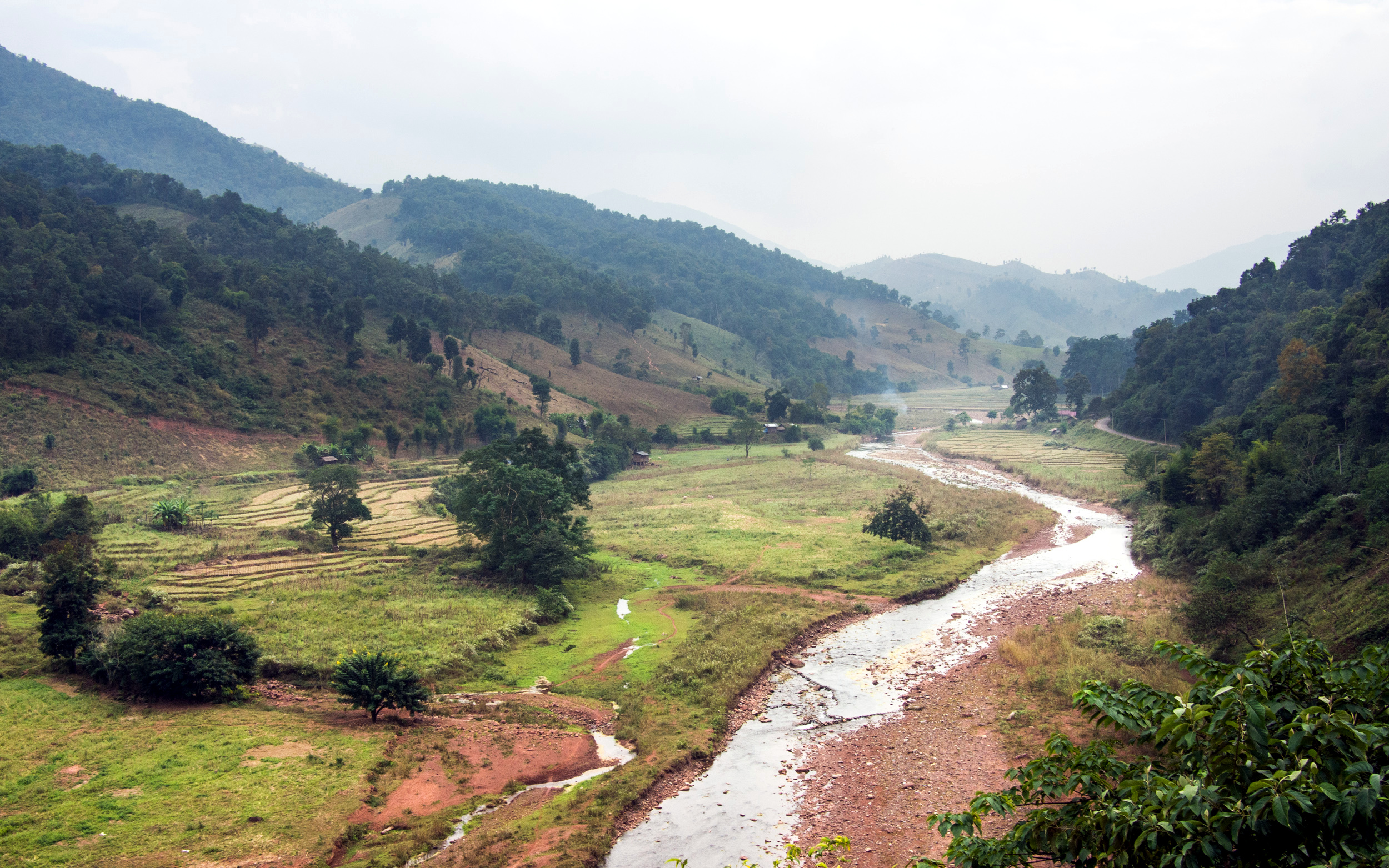

찰름프라끼앗군은 난주의 행정 구역이다. 이 지역의 총 인구 수는 2010년 기준으로 9347명이다.

## 행정 구역
| 번호 | 지명     | 태국어 지명 | 빌리지 | 인구  |  |
| 1.   | Huai Kon | ห้วยโก๋น      | 7      | 2,894 |  |
| 2.   | Khun Nan | ขุนน่าน       | 15     | 6,493 |  |